# Урупес
Урупес (порт. Urupês)  —  муниципалитет в Бразилии, входит в штат Сан-Паулу. Составная часть мезорегиона Сан-Жозе-ду-Риу-Прету. Входит в экономико-статистический  микрорегион Нову-Оризонти. Население составляет 12 441 человек на 2006 год. Занимает площадь 324,785 км². Плотность населения — 38,3 чел./км².
Праздник города — 24 сентября.

## История
Город основан в 1889 году.

## Статистика
- Валовой внутренний продукт на 2003 составляет 197.415.062,00 реалов (данные: Бразильский институт географии и статистики).
- Валовой внутренний продукт на душу населения на 2003 составляет 16.232,12 реалов (данные: Бразильский институт географии и статистики).
- Индекс развития человеческого потенциала на 2000 составляет 0,795 (данные: Программа развития ООН).